# Ruppia cirrhosa
Ruppia cirrhosa es una especie de planta acuática perteneciente a la familia Ruppiaceae. Se encuentra en América y Europa, donde crece en agua dulce, tales como lagos. 

## Descripción
Se trata de un hilo delgado, una hierba perennifolia en forma de pasto que crece de un rizoma anclado en el sustrato húmedo. Produce una larga y estrecha inflorescencia  con dos flores diminutas. A medida que el fruto se desarrolla el pedúnculo de la inflorescencia forma una espiral.

## Taxonomía
Ruppia cirrhosa fue descrita por (Petagna) Grande y publicado en Bulletino dell' Orto Botanico della Regia Università de Napoli 5: 58, en el año 1918.
Sinonimia
- Buccaferrea cirrhosa Petagna
- Dzieduszyckia limnobis Rehmann
- Ruppia aragonensis Loscos
- Ruppia cirrhosa subsp. occidentalis (S.Watson) Á.Löve & D.Löve
- Ruppia cirrhosa var. truncatifolia (Miki) H.Hara
- Ruppia drepanensis Tineo
- Ruppia lacustris Macoun
- Ruppia maritima var. drepanensis (Tineo) K.Schum.
- Ruppia maritima subsp. drepanensis (Tineo) Maire & Weiller
- Ruppia maritima var. occidentalis (S.Watson) Graebn.
- Ruppia maritima var. pedunculata Hartm. ex Ledeb.
- Ruppia maritima var. spiralis (Dumort.) Moris
- Ruppia maritima subsp. spiralis (Dumort.) Asch. & Graebn.
- Ruppia occidentalis S.Watson
- Ruppia spiralis Dumort.
- Ruppia truncatifolia Miki[2]